# Церковь Леонтия Ростовского (Ярославль)
Церковь Леонтия Ростовского (Леонтьевская кладбищенская церковь) — православный храм в Ярославле на Леонтьевском кладбище. Был построен в 1789—1791 годах взамен упразднённой в 1783 году Леонтьевской церкви в Земляном городе. С 1992 года действует как приходская церковь.

## История
Здание состояло из теплой трапезной с двумя боковыми помещениями для приделов, главного храма, алтаря и колокольни высотой 8 сажен. Освящение новопостроенного храма состоялось 23 мая 1791 года, в день обретения мощей святителя Леонтия Ростовского. Храм был бесприходным.
Стенная живопись выполнена, как гласила храмовая надпись, в 1806—1809 годах «подрядчиком Семеном Степановым Завязошниковым и при нём бывшими подмастерьями Харлампием Петровым Дряниным и Василием Петровым». Система росписи состояла из 107 сюжетов в трапезе, алтаре и приделах. В 1834 и 1888 годах фрески поновлялись. Иконостас выполнен в 1830-х годах. резчиком посада Большие Соли (ныне пос. Некрасовское) Владимиром Трубниковым.
В 1894 году при Леонтьевской церкви была открыта школа грамоты для детей из ближайших к кладбищу деревень и тогдашних западных окраин города. Кроме того, при церкви существовала общественная богадельня, двухэтажное здание которой было построено на добровольные пожертвования в 1846-47 годах и сохранилось до наших дней.
В 1931 году Леонтьевская церковь была передана в пользование религиозной общине обновленческой ориентации. Однако ввиду её немногочисленности (около 30 человек) община обновленцев была не в состоянии нести все необходимые расходы по содержанию церковного здания, и 7 декабря 1940 года исполком Ярославского Горсовета упразднил Леонтьевскую религиозную общину. В советское время интерьер Леонтьевской церкви был искажен (устроен второй этаж), практически утрачена фресковая живопись, за исключением небольших фрагментов в алтарной части.
В 1991 году Леонтьевский кладбищенский храм возвращен Русской Православной Церкви, в нём произведен ремонт, возобновились захоронения на Леонтьевском кладбище.